# فود سايكل
فود سايكل هي جمعية خيرية إنجليزية (رقم.11344230) تخلط بين الفائض من الطعام، أدوات الطبخ والمتطوعين لاعداد الوجبات الأساسية للأشخاص المهددين بالفقر والوحدة الاجتماعية. ويقع مركزها في لندن لكنها تنفذ عمليات في نطاق المملكة المتحدة بأكملها.

## تاريخها
اسست جمعية «فود سايكل» في سبتمبر 2008 علي يد الكندي كيلفن شونج، وقد قرر أن تبدأ هذه الجمعية نشاطها بعدما سمع عن «كامبس كيتشن» وهو برنامج أمريكي حيث يستخدم فيه الطلاب المطابخ المتنقلة ويتبرعوا بالطعام من مطاعمهم لتحضير وجبات لمجتمعهم.و توجد فود سايكل في مدرسة لندن الامبريالية ومدرسة لندن للاقتصاد. وافتتح أول مطعم بلندن في أكتوبر 2010 باسم «ستاشن هاوس»

## فلسفتها
الخلط بين الفائض من الطعام، أدوات الطبخ والمتطوعين لاعداد الوجبات الأساسية للأشخاص المهددين بالفقر والوحدة الاجتماعية.

## جوائزها
- رشحت لجائزة الجمعية الجديدة لعام 2010
- حصلت علي جائزة صندوق ارثر جينيس في نوفمبر 2010
- حصلت علي جائزة رئيس الوزراء للجمعيات الكبري في يناير 2011